# Rostkronad finklärka
Ej att förväxla med rostkronad lärka.
Rostkronad finklärka (Eremopterix leucopareia) är en fågel i familjen lärkor inom ordningen tättingar.

## Utseende
Rostkronad finklärka är en liten och kompakt finkliknande lärka. Liksom de flesta andra finklärkor finns stora skillnader i dräkterna mellan köken. Hanen har gulbrunt på hjässan och i nacken, en tydligt ljus öronfläck och i övrigt mörkt på ansiktet och strupen som sträcker sig vidare i en linje nerför buken. Honan är färglös och streckad, med ett beigefärgat ögonbrynsstreck, mörkt bröst och mörk fläck på buken. Liknande brunryggig finklärka är mörkare och har mer kontrasterande fjäderdräkt.

## Utbredning och systematik
Fågeln förekommer i nordöstra Uganda, Kenya, Tanzania, norra Zambia och Malawi. Den behandlas som monotypisk, det vill säga att den inte delas in i några underarter.

## Levnadssätt
Fischerfinklärkan hittas i halvtorra gräsmarker och fält. Den ses i små till medelstora flockar som både kan vara stannfåglar eller nomadiskt kringvandrande.

## Status
Rostkronad finklärka har ett stort utbredningsområde. Beståndsutvecklingen är oklar, men den anses inte vara hotad. IUCN kategoriserar arten som livskraftig.